# AZAK
AZAK (od Archiwum Zakładowe) – pierwszy system komputerowy wdrożony w polskich archiwach państwowych zarządzeniem Naczelnego Dyrektora Archiwów Państwowych z dnia 16 stycznia 1985 r. Ankieta AZAK powstała w ramach pracy zespołu „Informatyka i archiwa” i stanowiła załącznik do protokołu pokontrolnego sporządzanego w ramach nadzoru archiwalnego archiwów państwowych nad archiwami zakładowymi. Ankieta zawierała 45 pytań dotyczących stanu zasobu kontrolowanego archiwum zakładowego dobranych pod kątem przydatności dla działu nadzoru Naczelnej Dyrekcji Archiwów Państwowych. Autorami tego systemu są mgr Krzysztof Urzędowski z Archiwum Państwowego w Piotrkowie Trybunalskim i dr inż. Krzysztof Wróblewski z Naczelnej Dyrekcji Archiwów Państwowych (obecnie Uniwersytet Pensylwanii w Filadelfii). System został uruchomiony i był eksploatowany na komputerze Mera 400 w Instytucie Chemii Organicznej Politechniki Łódzkiej. Oprogramowanie zostało napisane w języku Fortran i pracowało pod wielodostępnym systemem operacyjnym CROOK. System ten był eksploatowany do 1991 roku. W tym czasie wprowadzono do bazy danych ok. dziesięciu tysięcy ankiet, a więc zebrano dane dotyczące prawie wszystkich archiwów zakładowych podlegających nadzorowi państwowemu. W latach późniejszych powstała jego mutacja na komputery PC, a pod koniec lat 90. program przybrał formę bazy NADZÓR, wprowadzoną do obowiązkowego stosowania w archiwach państwowych.